# 中國基礎資源

中國基礎資源控股有限公司（港交所：8117），前稱為中國宏達控股有限公司，是一家香港交易所創業板上市的公司，是由霹靂啪喇換取上市。現時業務主要澳洲礦務、製造及銷售聚乙烯管道╱纖維玻璃強化管道、銷售原科及複合材料等。
值得注意是曾主席曹忠，也曾是首鋼集團旗下公司。而目前主席是馬爭，也是亞太資源大股東。

## 連結
- 中國基礎資源控股有限公司